# قضاء الرطبة
قضاء الرطبة يقع في غرب العراق، ويعد قضاء الرطبة الأكبر مساحة في العراق، وأكثر منطقة في العراق يتواجد بها مواطنون من عشائر الكبيسات ذات الغالبية الكبرى والدليم وعشيرة البوعيسى وعشيرة الموالي وعشيرة عنزه، ويبلغ عدد سكان القضاء (65 ألف)نسمة تقريبا.

## المدن والنواحي
| الناحية          | مساحتها | سكانها |
| مركز قضاء الرطبة | 35035   |        |
| ناحية الوليد     | 10325   |        |
| ناحية النخيب     | 48085   |        |

- الوليد
- الرطبة (39 ألف نسمة)
- طريبيل
- عكاشات
- الهبارية
- ناحية النخيب
- الكسرة
- عامج
- الطويلة
- النهيدين

## القرى
- قرية الصكار (تقع شرق الرطبة)

## المعسكرات والمراكز الأمنية
- معسكر الكيلو 25 (يقع شمال قضاء الرطبة)
- معسكر الكيلو 35 (يقع شمال قضاء الرطبة)
- معسكر الكيلو 40 (يقع شمال قضاء الرطبة)
- معسكر الكيلو 70 (يقع شمال قضاء الرطبة)
- معسكر الكيلو 160 (يقع شرق قضاء الرطبة)